# Pontoporeia femorata
Pontoporeia femorata is een vlokreeftensoort uit de familie van de Pontoporeiidae. De wetenschappelijke naam van de soort is voor het eerst geldig gepubliceerd in 1842 door Krøyer.